# 盛允
盛允（?—?），字伯世，梁国虞縣人，东汉时期人物。
盛允官至大鸿胪。汉桓帝延熹二年（159年）八月，权臣梁冀被诛杀，太尉胡广、司徒韓縯和司空孫朗因为依附梁冀被贬为庶人，汉桓帝以黄琼为太尉，祝恬为司徒，盛允为司空。延熹三年（160年）六月，祝恬卒，七月，盛允继任司徒。延熹四年（161年）二月，因为南宫嘉德殿火灾，司徒盛允免职，种暠继任司徒。盛允后在家中去世。